# Margherita Spiluttini
Margherita Spiluttini (16. října 1947 – 3. března 2023) byla rakouská fotografka specializující se na architekturu. Fotografický archiv autorky je jednou z nejvýznamnějších sbírek fotografií architektury v Rakousku od roku 1980 do roku 2005.

## Životopis
Spiluttini se narodila ve Schwarzach im Pongau a vystudovala lékařskou asistentku v Innsbrucku, kde také získala vzdělání v lékařském zobrazování. Poté se přestěhovala do Vídně, kde se provdala za Adolfa Krischanitze, který dokumentoval nové formy architektury v instalacích. Po narození dcery Iny se začala věnovat fotografování na volné noze, pořizovala reportáže na témata mládeže pro Stimme der Frau a popové koncerty pro časopis Wiener.
Na počátku 80. let se začala zajímat o architekturu, která těžila z podnětu Camera Austria. Její nesčetné fotografie veřejných a soukromých budov jí přinesly uznání jako hlavní přispěvatelky do nové rakouské vlny architektonické fotografie, domény, která tradičně patřila mužům. Kromě fotografických příspěvků do Die Presse byla pozvána Franzem Endlerem, aby přispěla všemi fotografiemi publikovanými v městském průvodci Vienna Architecture Guide. V důsledku toho obdržela četné zakázky nejen z Rakouska, ale stále více i ze Švýcarska. Její práce v alpských oblastech Rakouska a Švýcarska zahrnovala snímky mostů, tunelů, elektráren, nádrží a dolů v jejich přirozeném prostředí.
Od 90. let znovu používala své dívčí jméno. Její pozdější partner byl Gunther Wawrik. V letech 1981 až 2014 pracovala jako fotografka na volné noze. Od roku 2014 jí roztroušená skleróza bránila fotografovat. Používala invalidní vozík.
Umělkyně, která žila ve Vídni, byla v letech 1995 až 1999 a 2008 až 2011 členkou představenstva Vídeňská secese.

## Lektorka
V letech 2000–2002 působila jako hostující profesorka na Univerzitě uměleckého a průmyslového designu v Linci a předtím působila jako pedagožka na Univerzitě užitého umění ve Vídni.

## Fotografie
Spiluttini fotografovala díla známých architektů a umělců z celého světa, jako byli například: Adolf Krischanitz, Oskar Putz, Jürg Conzett, Otto Steidle, Bernd Jungbauer, Tadao Ando, Friedensreich Hundertwasser, Friedrich Achleitner, Volker Staab, Baumschlager Eberle, Peter Behrens, Bétrix & Consolascio, Hermann Czech, David Chipperfield, Olafur Eliasson, Helmut Federle, Alfred Grazioli, Otto Kapfinger, Klaus Kada, André Lurcat, Peter Märkli, Daniele Marques, Marte.Marte Architekten, Ludwig Mies van der Rohe, Richard Neutra, O&O Baukunst, Renzo Piano, Michelangelo Pistoletto, Ernst Plischke, Roland Rainer, Helmut Richter, Aldo Rossi, Rudolf Schwarz, Gottfried Semper, Sol LeWitt, Álvaro Siza Vieira, Oswald Mathias Ungers, Livio Vacchini, Gunther Vogt a Peter Zumthor.

## Výstavy
Mezi její výstavy patří:
- 2012: "und dann (přerámování architektury)", Camera Austria, Štýrský Hradec
- 2011: Alte Seifenfabrik / The Soap Room, Innsbruck
- 2010: Fotografins Hus, Stockholm
- 2010: "Nacht Krems", Galerie Göttlicher, Kremže
- 2010: "Unbewegliche Ziele", Kulturverein Schloss Goldegg

## Dědictví
Spiluttini darovala svou uměleckou pozůstalost Architekturzentrum Wien a v roce 2016 prozkoumala svůj archiv s přibližně 120 000 diapozitivy.

## Galerie

Diskuse nad návrhem přestavby, 1984
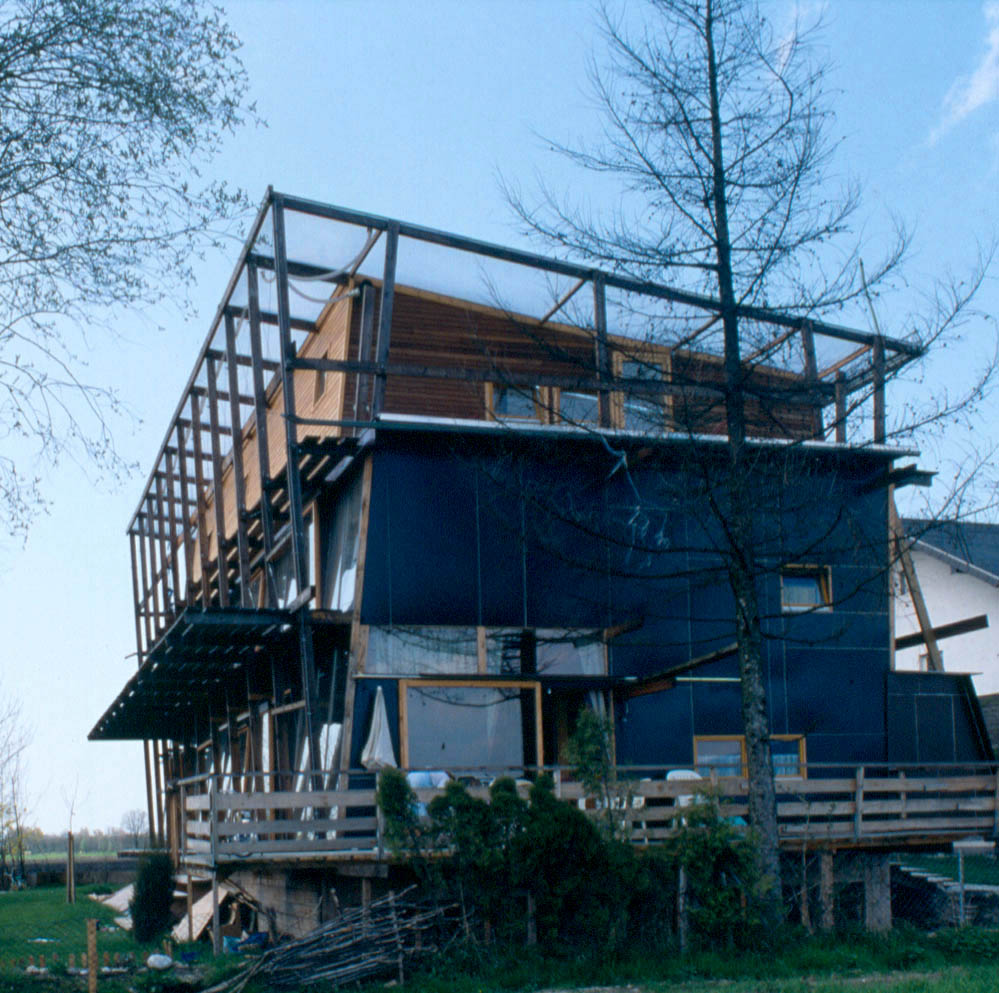
EFhaus hybrid, 1998
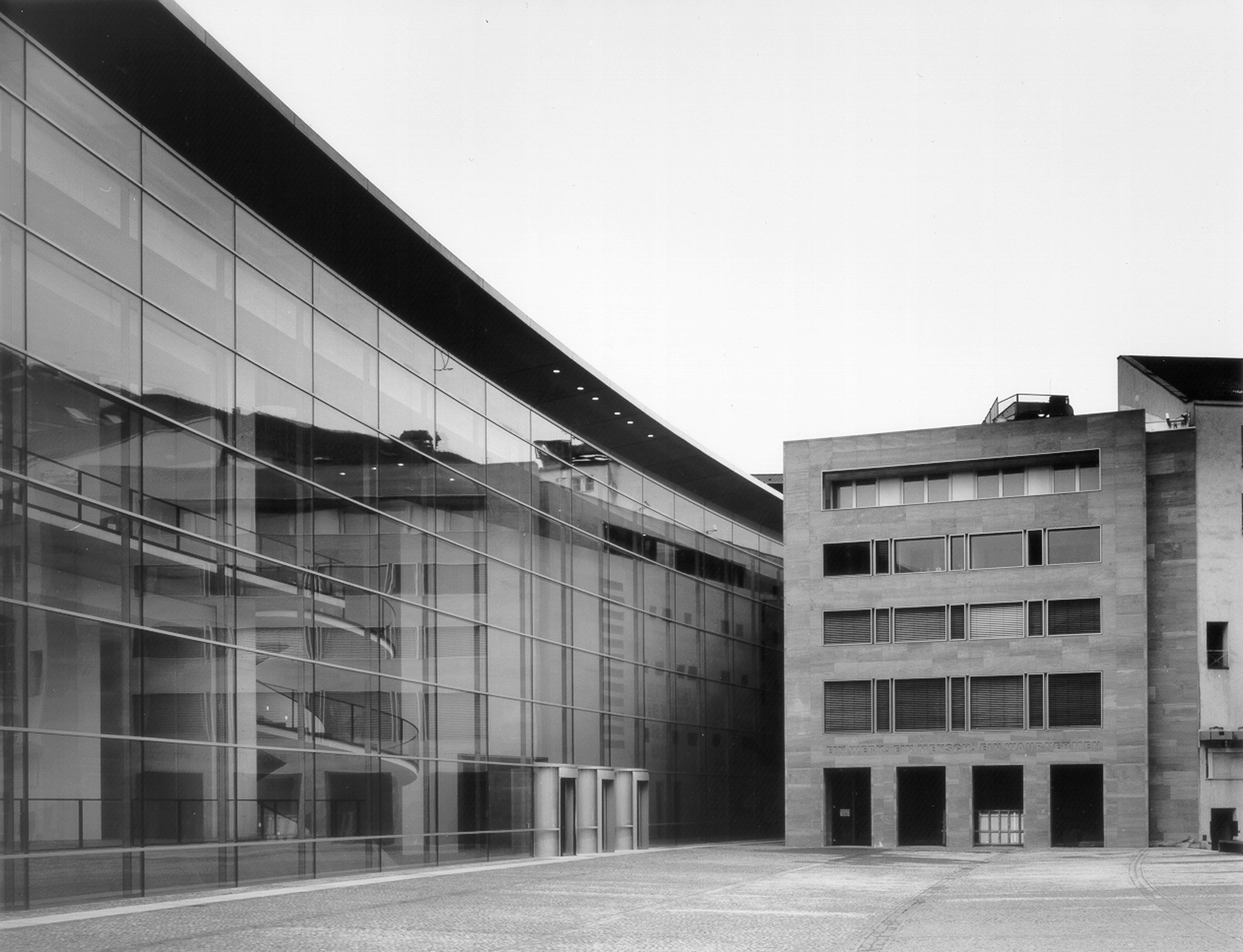
Neues Museum, Norimerk, 2004